# Walter Russell Stiness
Walter Russell Stiness, född 13 mars 1854 i Smithfield i Rhode Island, död 17 mars 1924 i Warwick i Rhode Island, var en amerikansk politiker (republikan). Han var ledamot av USA:s representanthus 1915–1923.
Stiness efterträdde 1915 Peter G. Gerry som kongressledamot och efterträddes 1923 av Richard S. Aldrich.
Stiness är begravd på Swan Point Cemetery i Providence.